# Jacques de Portia
Jacques de Portia (italien Giacomo di Portia) (mort en 1236) est évêque d'Aoste de 1213 à 1219 puis évêque d'Asti de 1219 à 1236.

## Biographie

### Évêque d'Aoste
Jacques de Portia, d'origine inconnue mais vraisemblablement piémontaise, devient évêque d'Aoste à la fin de 1212 après Valbert d'Aoste. Il apparait dans la documentation entre le 3 avril 1213 et 1219.Il prend part en 1215 au Quatrième concile du Latran où il figure avec les autres évêques de la province ecclésiastique de Tarentaise qui signent uniquement avec le nom de leur diocèse: « Augusten(sis) ». Il est transféré à l'évêché d'Asti en 1219. Son successeur à Aoste Boniface de Valperga est actif dès février 1220.  

### Évêque d'Asti
Lors d'un acte qu'il contracte avec la commune de Savigliano le 6 janvier 1234, Jacques est nommé dans son nouveau diocèse « Giacomo de Romagnano  ». Le 8 juin 1221 il conclut une transaction avec la commune d'Asti sur leurs droits réciproques sur Rocca d'Arazzo, Masio, Azzano, Isola d'Asti et Serralunga d'Alba. Le 21 octobre 1229 il passe une convention avec Guglielmo di Caraglio et à la suite de cet accord selon le « Libro Verde della chiesa d'Asti »  il donne les investitures de Boves, Mombasiglio, Bene, Sanfrè à Bonifacio de Braida en 1224 et sans doute aussi de S. Albano, Mondovi, Vico, Montaldo, La Torre, Roburent, Magliano qui appartiennent à ce dernier le 7 avril 1236.